# Instituto Mexicano del Sonido
Instituto Mexicano del Sonido (IMS) és el projecte artístic del músic Camilo Lara, en què barreja estils mexicans de folk amb música electrònica i hip hop. Ha col·laborat amb Norah Jones, Beck, Graham Coxon, Lee Scratch Perry, Run-DMC i Beastie Boys, entre d'altres.
El 2013, l'IMS va protagonitzar amb Don Cheto l'estació de ràdio East Los FM del videojoc Grand Theft Auto V, a la vegada que la seva cançó «És Toy» apareix dins el joc.
El 2017, va participar en pel·lícula Coco com a supervisor de la banda sonora, així com amb la inclusió del senzill «Jálale» en la seva versió instrumental.

## Discografia

### Àlbums
- Méjico Máxico (2006)
- Piñata (2007)[7]
- Soy Sauce (2009)[8]
- Politico (2012)
- Disco Popular (2017)
- Distrito Federal (2021)[9]

### EP
- Extra!Extra!Extra! (2007)
- Suave Patria (2010)
- IMS vs Sant (2015)